# عرقلة تزحلق
التدخل الانزلاقي بالإنجليزية (A sliding tackle)، الذي يُطلق عليه أيضًا معالجة الانزلاق، هو معالجة في اتحاد كرة القدم. تكتمل بساق واحدة ممتدة لدفع الكرة بعيدًا عن اللاعب المنافس. غالبًا ما تكون التدخلات المنزلقة مصدرًا للجدل، لا سيما عندما يسقط اللاعبون الذين يتم التعامل معهم من فوق قدم المهاجم (أو توقف الكرة بقدم المهاجم)، ويتم تقييم ضربات الجزاء والركلات الحرة والبطاقات (أو تكون واضحة بغيابهم).

## الأخطاء الشائعة المصاحبة وسوء السلوك

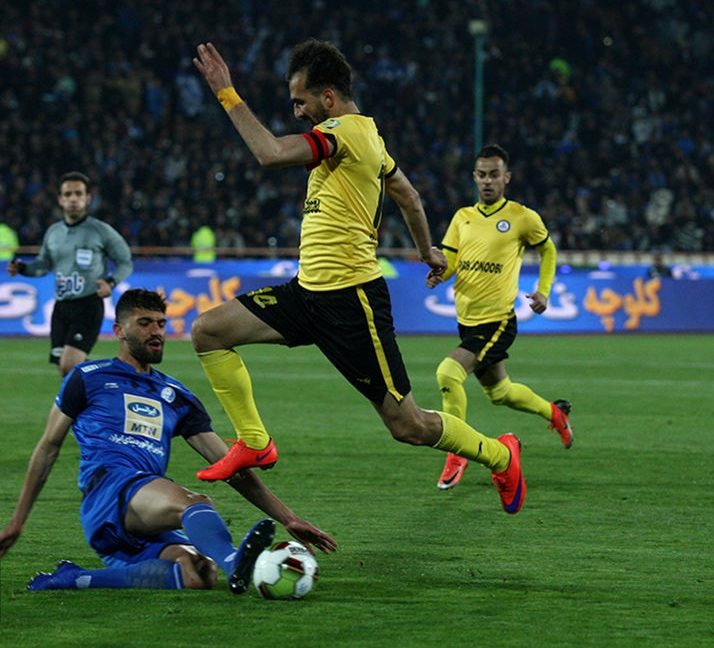
انزلاق التدخل من قبل لاعب باللون الأزرق (محمد دانيشغار).

التدخل المنزلق ليس في حد ذاته لعبًا خبيثًا ؛ ومع ذلك، هناك عدد من الأخطاء التي تحدث عادة أثناء تنفيذ التدخل الانزلاقي.
تتضمن أمثلة هذه الأخطاء التي يعاقب عليها بضربة حرة مباشرة أو ركلة جزاء ما يلي:
- عندما يعتبر الحكم لاعبًا غير مبالٍ أو متهور أو يستخدم القوة المفرطة:
  - ركل أو محاولة ركل الخصم ؛
  - رحلات أو محاولات تعثر الخصم ؛
  - يقفز على الخصم.
  - يتهم الخصم
  - يتعامل مع الخصم.

الإهمال يعني أن اللاعب قد أظهر عدم اهتمام عند القيام بالتحدي أو أنه تصرف بدون احتياطات. طائش يعني أن اللاعب قد تصرف بتجاهل تام لخطر أو عواقب خصمه. استخدام القوة المفرطة يعني أن اللاعب قد تجاوز بكثير الاستخدام الضروري للقوة وأنه معرض لخطر إصابة الخصم.
لا تتم معاقبة التحديات غير المبالية إلا بضربة حرة مباشرة أو ركلة جزاء. ومع ذلك، يتم أيضًا معاقبة التحديات المتهورة بحذر ( البطاقة الصفراء ) بسبب السلوك غير الرياضي بالإضافة إلى الركلة الحرة المباشرة أو ركلة الجزاء، في حين يتم أيضًا معاقبة التحديات التي تُرتكب باستخدام القوة المفرطة بالوديع ( البطاقة الحمراء ) بسبب اللعب الخاطئ الخطير وكذلك ركلة حرة مباشرة أو ركلة جزاء.
يعاقب اللعب بطريقة خطيرة بركلة حرة غير مباشرة. يُعرَّف اللعب بطريقة خطرة على أنه أي فعل، أثناء محاولة لعب الكرة، يهدد بإصابة شخص ما ( بما في ذلك اللاعب نفسه ). يلتزم مع خصم قريب ويمنع الخصم من لعب الكرة خوفًا من الإصابة. في حالة حدوث أي اتصال جسدي، تصبح الجريمة جريمة يعاقب عليها بضربة حرة مباشرة أو ركلة جزاء.
تعتبر التدخلات الانزلاقية التي يتم إجراؤها على شكل طعنات بالقدمين في الخصم بشكل عام تعرض سلامة الخصم للخطر، وبالتالي يتم معاقبتها على أنها لعبة خاطئة خطيرة، مما يؤدي إلى الطرد. لا يزال هذا هو الحال حتى لو تم الفوز بالكرة بشكل نظيف دون لمس الخصم.

## إستراتيجية

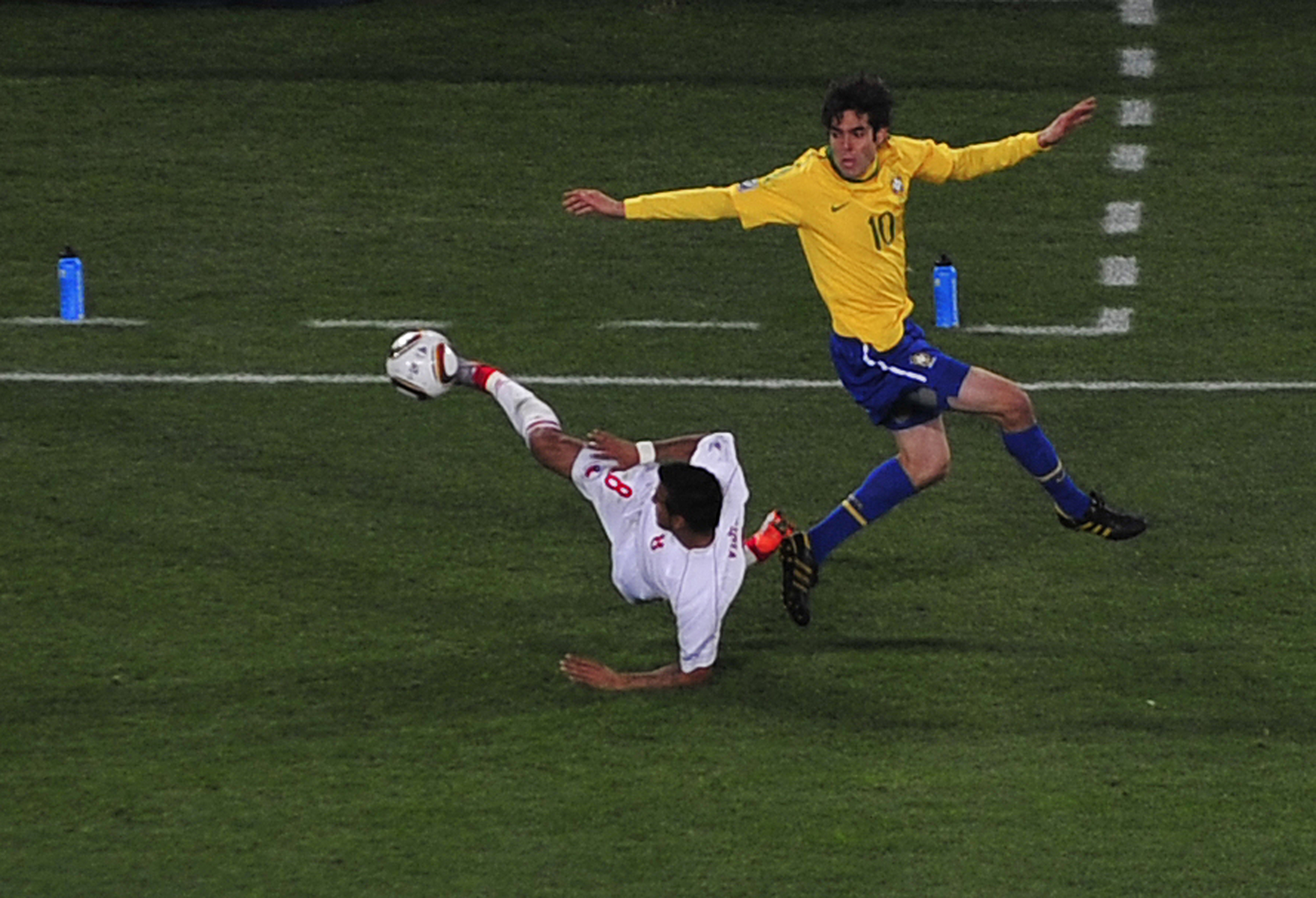
أرتورو فيدال يواجه كاكا البرازيلي في كأس العالم 2010 FIFA

يعتبر التدخل الانزلاقي جذابًا للمدافع لأنه يسمح له بتغطية مساحة أكبر من الأرض أثناء محاولته طرد الخصم. غالبًا ما تكون محاولة «أخيرة» لطرد الخصم بسبب الأخطاء المتكررة وصعوبة التعافي في حالة فشل التدخل الانزلاقي في إخراج الكرة بعيدًا. بعد الانزلاق، يترك المهاجم جالسًا أو مستلقيًا على الأرض مع تمديد إحدى رجليه. وبالتالي فإن المهاجم يتعرض أيضًا لخطر الإصابة الجسدية. من الناحية المثالية، ينتهي الأمر بالقدم الأخرى مطوية أسفل نهايتها الخلفية، حيث يمكن استخدامها لدفع المهاجم للخلف إلى قدميه لمواصلة اللعب.
في حالة القيام بتدخل انزلاقي إلى اليمين، يجب أن تكون ساق اللاعب اليمنى مستقيمة عند النزول إلى أسفل في التدخل ويجب أن تنحني ساقه اليسرى قليلاً خلف الجهة اليمنى من أجل تحقيق أقصى إمكانات الحصول على الكرة. في حالة الانزلاق إلى اليسار، يجب أن تكون الساق اليسرى للاعب مستقيمة ويجب ألا تنحني ساقه اليمنى خلف اليسرى، لأن ذلك قد يتسبب في إصابة اللاعب.

## روابط خارجية
"Sliding tackles". BBC Sport - Football. بي بي سي. 14 سبتمبر 2005. مؤرشف من الأصل في 2024-01-21. اطلع عليه بتاريخ 2010-01-04.
- عرقلة تزحلق